# بيلشيم بيلجين
بلسم بيلغين إردوغان (بالتركية: Belçim Bilgin Erdoğan)‏ وهي ممثلة كردية تركية ولدت في يوم 31 يناير 1983 في مدينة أنقرة عاصمة تركيا، مثلت في عدة مسلسلات تركية منها مسلسل ياسمين في 2007 وفلم موسم وحيد القرن في سنة 2012 وفلم حلم فراشة في 2013 وقد عرفت هذه الممثلة بتمثيلها في العديد من الأعمال الفنية عن القومية الكردية.

## روابط خارجية
- بيلشيم بيلجين على موقع IMDb (الإنجليزية)
- بيلشيم بيلجين على موقع ألو سيني (الفرنسية)
- بيلشيم بيلجين على موقع أول موفي (الإنجليزية)
- بيلشيم بيلجين على موقع قاعدة بيانات الأفلام السويدية (السويدية)
- بيلشيم بيلجين على موقع قاعدة بيانات الفيلم (الإنجليزية)
- بيلشيم بيلجين على موقع كينوبويسك (الروسية)